# لایحه بین‌المللی حقوق بشر
منشور بین‌المللی حقوق بشر (انگلیسی: International Bill of Human Rights) نامی است که به قطعنامه ۲۱۷ (III) مجمع عمومی سازمان ملل متحد UN و دو معاهده بین‌المللی دیگر که سازمان ملل متحد آنها را تأسیس کرد، داده شد.

## تصویب
منشور بین‌المللی حقوق بشر شامل اعلامیه جهانی حقوق بشر UDHR (تصویب شده سال ۱۹۴۸)، میثاق بین‌المللی حقوق مدنی و سیاسی(۱۹۶۶) با دو پروتکل اختیاری و میثاق بین‌المللی حقوق اقتصادی، اجتماعی و فرهنگی(۱۹۶۶) است. این دو میثاق بعد از اینکه تعداد کافی از کشورها آنها را تصویب کردند در سال ۱۹۷۶ به اجرا درآمد.

## تاریخچه

### ابتدای شکل‌گیری
در شروع دیدگاه‌های مختلفی دربارهٔ لایحه حقوقی که باید شکل گیرد ابراز می‌شد. در سال ۱۹۴۸ مجمع عمومی منشور حقوق شهروندی را طرح کرد که در برگیرنده UDHR بود، که میثاقی با الزامات اجرایی آن را در بر می‌گرفت. کمیته پیش‌نویس تصمیم گرفت دو سند تهیه کند: یکی بشکل اعلامیه، که اصول یا استانداردهای حقوق بشر را پیشنهاد می‌کرد، دیگری بشکل کنوانسیون، که حقوق ویژه و محدوده آنرا تعریف می‌کرد. براین اساس کمیته مزبور پیش‌نویس‌های اعلامیه جهانی و میثاق جهانی حقوق بشر را به کمیسیون حقوق بشر منتقل کرد.

### جلسه دوم
در جلسه دومی که در دسامبر ۱۹۴۷ برگزار شد، کمیسیون تصمیم گرفت مجموعه اسناد در دست تهیه را تحت عنوان «لایحه بین‌المللی حقوق بشر» نام‌گذاری کند، و برای آن سه گروه کاری را مشخص کرد که مسئولیت آنها عبارت بود از: یک گروه روی بیانیه، یک گروه روی کنوانسیون (که بعداً به میثاق تغییر نام داد) و دیگری روی اجرایی کردن لایحه کار کنند. کمیسیون در ماه‌های مارس تا ژوئن سال ۱۹۴۸ در بخش سوم پیش‌نویس لایحه کار کرد، و با در نظر گرفتن مطالب و نظراتی که دولتها ابراز داشتند در برخی موارد تجدید نظر کرد.

### نهایی شدن و تقدیر
در عین حال فرصتی برای در نظر گرفتن پیمان یا مسائل مربوط به اجرائی کردن باقی نماند. بنابراین اعلامیه از طریق بخش شورای اقتصادی و اجتماعی سازمان ملل به جلسه مجمع عمومی که در پاریس برگزار شد تقدیم شد. بعداً پیش‌نویس پیمان (با تصمیم مجمع عمومی در سال ۱۹۵۲) به دو بخش تقسیم شد، که در فهرست حقوق و درجه اجبارات با هم فرق داشتند- برای مثال، ICESCR به «پیشروی تحقق» حقوقی که دربردارد اشاره می‌کند. در سال ۱۹۸۸ از آن به عنوان ” یک کارت ماگناکارتا برای تمامی بشریت” تقدیر شد. (توضیح ماگناکارتا اولین سند حقوق مدنی مردم انگلیس است که در سال ۱۲۱۵ به امضا رسیده‌است)